# Майнау
Майнау (нем. Mainau, неофициально называемый также Blumeninsel — «Остров цветов») — третий по величине остров в акватории Боденского озера. Сложенный из обломочных пород остров находится в северо-западной части озера, в так называемом Юберлингенском озере на юге немецкой федеральной земли Баден-Вюртемберг. С «материком» остров соединён пешеходно-автомобильным мостом, и располагает собственной гаванью. С административной точки зрения Майнау является частью города Констанц (район Литцельштеттен-Майнау), тем не менее формально он находится в собственности шведской семьи Бернадот, проживающей здесь. Через остров проходит туристический маршрут «Верхнешвабский барочный путь» (нем. Oberschwäbische Barockstraße).
На острове, кроме обширного ландшафтного парка, находятся барочный дворец (бывшая резиденция Немецкого ордена), оранжереи, многочисленные сады с тропическими и субтропическими растениями.

## Географическое положение
Остров Майнау, удалённый от берега примерно на 130 метров, имеет окружность порядка 3 км и вытянут с севера на юг на 610 метров и с запада на восток на 1050 метров. Его низшая точка находится на высоте 395 метров над уровнем моря, что соответствует среднему уровню воды в Боденском озере; его наивысшая точка (исторический водный резервуар) составляет 425 метров над уровнем моря.

## История

### Майнау в древние века
Известно, что берега Боденского озера были заселены уже в неолите, о чём свидетельствуют многочисленные следы свайных жилищ, внесённые в Список всемирного наследия ЮНЕСКО. В 1862 г. такие поселения были обнаружены и на мелководье у острова Майнау. В 1930-х гг. они были научно исследованы и датированы примерно 3000 г. до н. э.
Ок. 400 г. до н. э. остров, скорее всего, был заселён кельтами; хотя следов поселений, вплоть до эпохи Средневековья, не было обнаружено.
В 15—13 гг. до н. э. прирейнские земли и регион Боденского озера вошли в состав Римской империи, будучи завоёваны в результате альпийского похода Друза и Тиберия. При этом Страбон сообщает, что в ходе озёрной войны против винделиков римляне использовали небольшой остров в качестве военной базы; по ряду косвенных свидетельств этим островом был именно Майнау. С другой стороны, Дион Кассий упоминает лишь о переправе через озеро.

### Средние века
В IV в. регион Боденского озера был заселён алеманнскими племенами, и остров в V—VI вв. принадлежал к герцогским владениям, перейдя затем в собственность франкских королей, и управляясь из пфальца в Бодмане.
В 724 г. Майнау, как многие другие владения на полуострове Боданрюк, были подарены аббатству Райхенау. Монастырь, в свою очередь, жаловал остров как бенефиций различным своим министериалам, по крайней мере, с XIII в. упоминаемым как «владетели Майнау» (так, Berthold von Maienowe упомянут в 1242 и в 1257 гг.). Один из таких монастырских министериалов, Арнольд фон Лангенштайн, передал в 1271 г. Майнау Немецкому ордену, и в следующем году здесь было основано комтурство. Аббатство было вынуждено примириться с потерей острова, хотя специальный договор оговаривал возврат замка Зандэгг (Schloss Sandegg; ныне руина в кантоне Тургау) и некоторых других владений, также незаконно передаренных Ордену.
Комтурство Майнау входило в баллей Швабии, Эльзаса и Бургундии, и благодаря своей последовательной политике и выверенной системе управления, было самым преуспевающим комтурством региона; резиденция швабского ландкомтура, иерархически стоявшего непосредственно над комтуром Майнау, находилась в Альтсхаузене. Само комтурство состояло из:
- острова Майнау с его массивным замком,
- объединённых во владение Майнау (нем. Herrschaft Mainau) ряда территорий на полуострове Боданрюк, где комтур обладал всей полнотой власти, а также
- владения Блюменфельд и
- амта Юберлинген.

В XVI в., в ходе Шмалькальденской войны остров был занят австрийскими войсками в 1546—1547 гг.

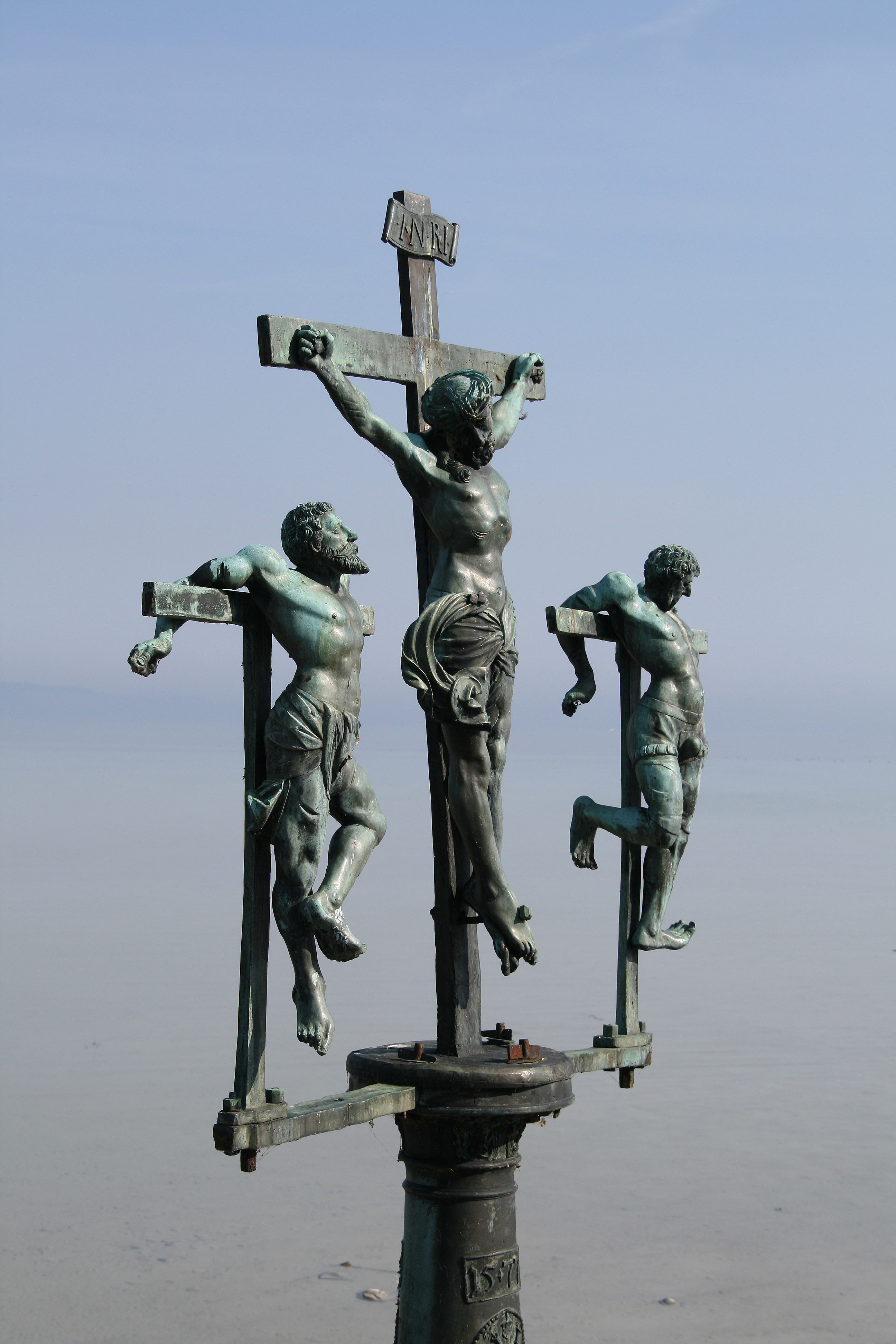
Так называемый «Шведский крест» при въезде на остров

### Новое время
В XVII столетии, в Тридцатилетней войне в феврале 1647 г. Майнау, окружённый тогда двойной стеной, был осаждён шведской флотилией под командованием Карла Густава Врангеля, капитулировав всего через 4 дня. После заключения Вестфальского мирного соглашения, шведы покинули остров в 1649 г., прихватив добычу примерной стоимостью 4,5 млн гульденов. Согласно легенде, лишь одно монументальное распятие чудесным образом не было вывезено, внезапно став столь тяжёлым, что шведы были вынуждены его бросить; этот прекрасный образец маньеристского искусства, вероятно, изначально располагавшийся в замковой церкви, сегодня расположен у моста на остров.

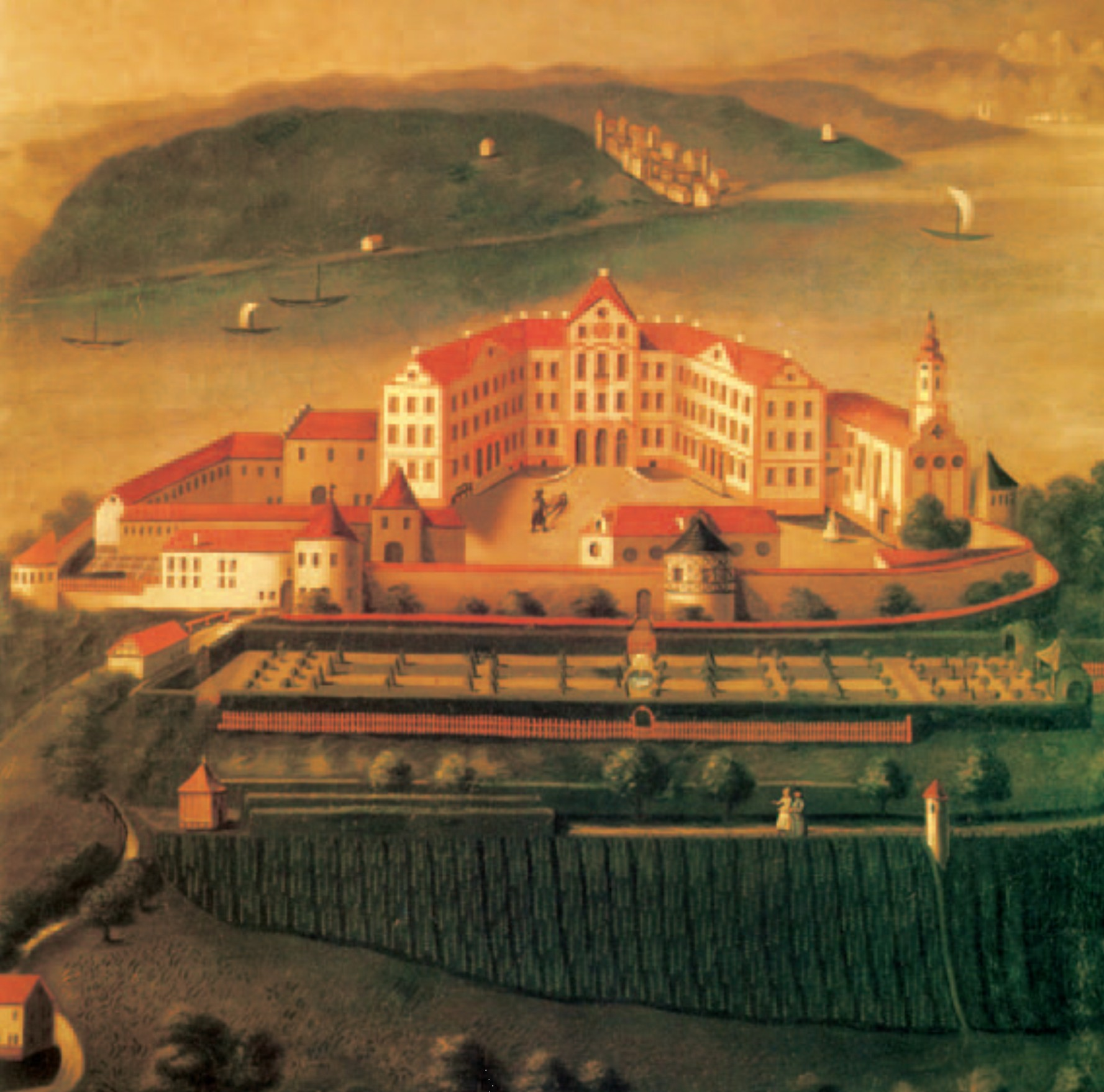
Вид на барочный дворец Майнау ок. 1800 г.

В XVIII в., с наступлением новой эпохи барокко, на Майнау развернулись обширные строительные работы: под руководством директора по строительству орденского баллея, Иоганна Каспара Баньято (Johann Caspar Bagnato, 1696—1757), в период с 1732 по 1739 г. была перестроена церковь Св. Девы Марии, и с 1739 по 1746 г. на месте снесённого средневекового замка выстроен дворцовый комплекс, определяющий вид острова и поныне. Баньято, скончавшийся на Майнау в 1757 г., похоронен в крипте возведённой им церкви.
В ходе медиатизации и последующего упразднения Немецкого ордена, комтурство Майнау было распущено, а все его владения отошли в 1806 г. только что созданному Великому герцогству Баден.
В 1827 г. Майнау был куплен венгерским князем Николаем II Эстерхази де Галанта, основавшим здесь ландшафтный парк. Однако уже спустя 3 года отягощённый долговым бременем князь передал остров своему незаконнорожденному сыну, который, в свою очередь, продал его возведённой в графское достоинство метрессе баденского герцога Людвига I Катарине Вернер (1799—1850), графине фон Лангештайн. Её дочь Луиза (1825—1900), вышедшая замуж за графа Карла Вильгельма графа фон Дуглас (1824—1898), в 1853 г. продала остров герцогу Фридриху I, избравшему его в качестве своей летней резиденции.
При Фридрихе, основавшем на Майнау дворцовое садовое управление (нем. Großherzoglich badische Hofgärtnerei), парк был обустроен заново: были высажены средиземноморские и тропические растения, разбиты сады и проложены аллеи, основан дендрарий; и в целом остров приобрёл свой современный облик. В это же время на остров была впервые допущена публика.

### Майнау в XX веке
После свержения монархии Майнау был оставлен в собственности Баденского дома, и вплоть до 1923 г. служил вдовьей резиденцией для Луизы Баденской; в этот же период остров территориально был переподчинён общине Литцельштеттен (вместо Альмансдорфа, который в 1915 г. вошёл в состав Констанца).
Со смертью Фридриха II в 1928 г. Майнау унаследовала его сестра Виктория, с 1881 г. находившаяся в брачном союзе с кронпринцем Густавом Шведским и Норвежским (с 1907 г. — шведский король Густав V); и тем самым остров стал собственностью шведской королевской семьи.
После смерти Виктории в 1930 г. Майнау, к тому времени пришедший в упадок, отошёл её второму сыну Вильгельму, который уже в 1932 г. передал его в управление своему тогда 23-летнему сыну Леннарту Бернадоту (1909—2004), вследствие морганатического брака с Карин Ниссвандт (Karin Nissvandt, 1911—1991) потерявшему права на трон.
Леннарт Бернадот открыл остров для широкой публики и впервые стал взимать плату за его посещение, предлагая всё новые аттракционы и, в итоге, превратив его в одну из главнейших достопримечательностей на Боденском озере. Так, уже в 1935 г. Майнау посетило более 50 тысяч человек, чему не в последнюю очередь способствовало сотрудничество с национал-социалистической организацией «Сила через радость» (нем. Kraft durch Freude).
Летом 1943 г. Майнау был отдан в аренду Организации Тодта, которая планировала в южной Германии обустройство домов отдыха для высокопоставленных офицеров и чиновников Рейха; при этом Леннарт Бернадот утверждал позднее, что он был вынужден это сделать под давлением, хотя другие источники такого рода давление не подтвердили. В отреставрированный дворец была завезена мебель из оккупированной Франции и построены бараки для обслуживающего персонала.
Осенью 1944 г. бараки были предоставлены группе французских коллаборационистов под руководством Жака Дорио, которые пытались организовать сопротивление «коммунистическо-голлистскому» господству во Франции, широко используя средства радио-пропаганды, планируя акты саботажа и издавая в Констанце газету Le Petit Parisien, и в январе 1945 г. основав здесь Французский комитет освобождения с целью изгнания из Франции голлистов, которые, как считал Дорио, вступили в союз с коммунистической партией и тем самым предали национальные интересы.
После окончания Второй мировой войны на Майнау был устроен карантинный санаторий для заболевших в Дахау тифом и дизентерией бывших французских военнопленных. Их значительная часть была размещена, однако, на острове Райхенау, для чего по приказу генерала Латра де Тассиньи с него было депортировано местное население; на Майнау были размещены особенно тяжело больные, из которых 33 умерли и были похоронены на острове.
По настоянию Леннарта Бернадота в 1946 г. тела умерших на острове были эксгумированы и перезахоронены на военном французском кладбище в Констанце; впоследствии их прах был окончательно перенесён во Францию. Кроме прочего, он обвинил французов в разграблении замка: так, по его мнению, было украдено столовое серебро, несколько картин и антикварных предметов. Проведённое французской военной администрацией расследование показало, однако, что в хищениях был виновен немецкий обслуживающий персонал; от официальных извинений Бернадоты отказались.
В марте этого же года на Майнау был организован молодёжный лагерь Христианского союза молодых людей (нем. Christlicher Verein Junger Männer, национальная организация англ. YMCA).

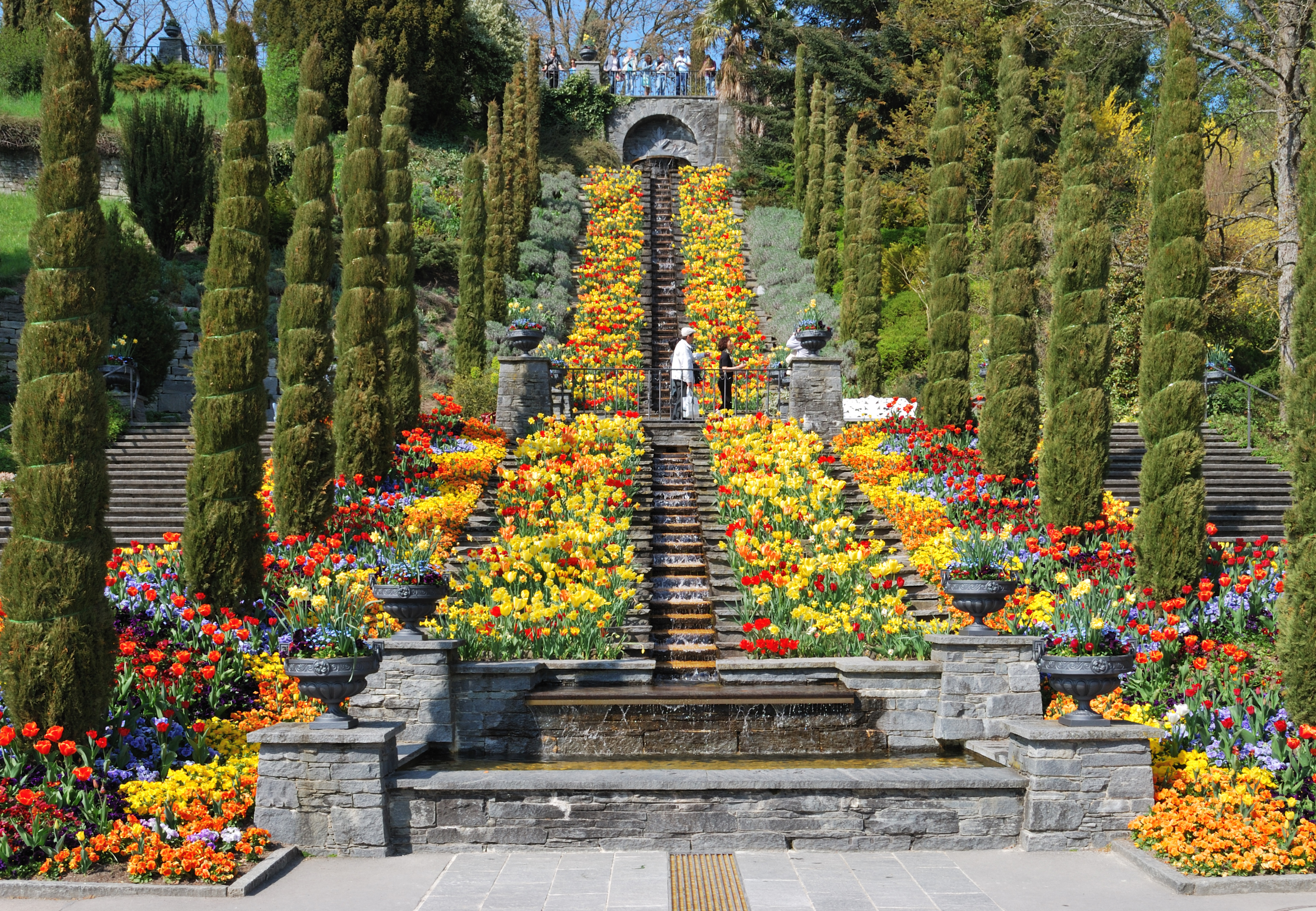
Итальянская лестница в парке острова Майнау (2010)

В 1951 г. Леннарт Бернадот выкупил остров у своего отца Вильгельма, и целиком посвятил себя преобразованию Майнау во всемирно известную туристическую достопримечательность: была улучшена инфраструктура, построена «Итальянская лестница», открыты рестораны и развлекательно-познавательные маршруты для семей с детьми.
В 1955 г. Майнау по инициативе Отто Хана стал местом подписания декларации (нем. Mainauer Kundgebung, англ. Mainau Declaration), предупреждающей об опасностях применения и распространения ядерного оружия.
20 апреля 1961 г. здесь была составлена так называемая «Зелёная хартия Майнау» (нем. Grüne Charta von der Mainau) — манифест, поддержанный федеральным президентом Генрихом Любке и призывающий к более активной защите окружающей среды, который стал, в известной степени, провозвестником современной «экологической революции».

## Современность
Желая избежать возможных споров о наследстве среди своих многочисленных детей (в общей сложности 9 от двух браков), Леннарт Бернадот и его вторая жена Соня (1944—2008) передали фактически всё своё имущество в специальный фонд имени Леннарта Бернадота (нем. Lennart-Bernadotte-Stiftung), которому принадлежат 99 % оперативного капитала управляющей компании ООО «Майнау» (нем. Mainau GmbH, до 1991 г. — Mainauverwaltung Graf Lennart Bernadotte GmbH, и затем, вплоть до 1998 г. — Blumeninsel Mainau GmbH), в руках которой находится непосредственная хозяйственная деятельность на острове и которая финансирует сам фонд, а также научную и просветительскую деятельность семьи.
Во второй половине 1990 — начале 2000 гг. остров Майнау столкнулся со снижением потока посетителей и оказался обременён многочисленными долгами (более 20 млн евро к 2004 г.), и в 2004 г. семья Бернадот была вынуждена продать часть своей коллекции (порядка 250 лотов) на штутгартском аукционе «Нагель». При этом, поскольку Майнау был объявлен памятником земельного значения, ряд предметов из дворца не имел права быть проданным, и потому — не без скандала — вернулся на своё изначальное место.
С 1 января 2007 управление ООО «Майнау» перешло к Беттине Бернадот (*1974), дочери Леннарта и Сони Бернадот; её брат Бьёрн Вильгельм (*1975) управляет фондом имени Леннарта Бернадота.
Кроме общей торговой марки «Майнау» Бернадотам принадлежат также:
- основанная в 2006 г. «Академия Майнау» (нем. Mainau-Akademie), занимающаяся экологическим просвещением,
- фирма «Майнау-актив» (с 2007 г.), предлагающая оздоровительные и тимбилдинг-семинары,
- сообщество «Сад для всех», объединяющее всех интересующихся темой садоводства, и
- «Зелёная школа Майнау» (нем. Grüne Schule Mainau), организующая профессиональные курсы садоводства и ландшафтного дизайна.

## Галерея

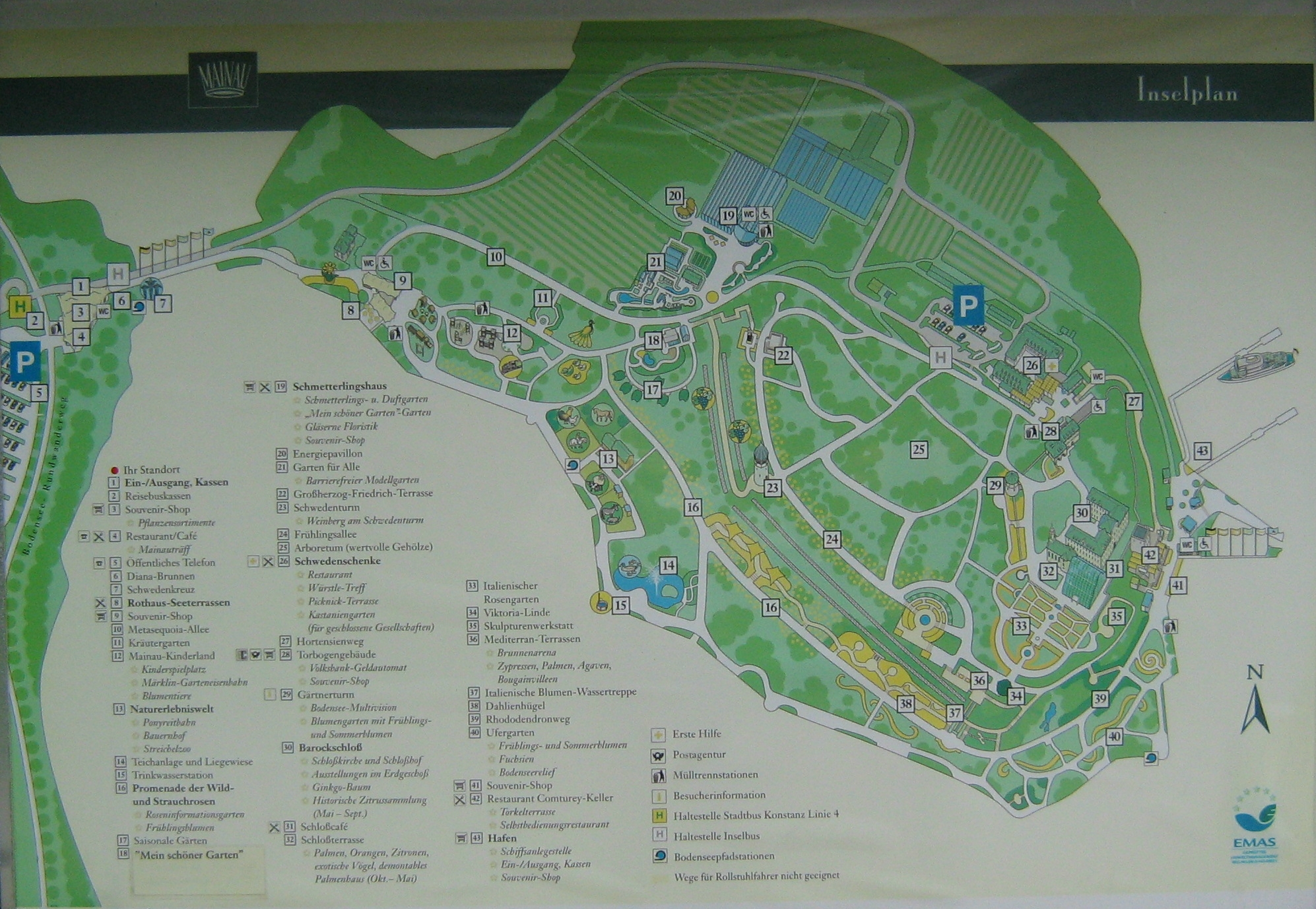
Общий план острова
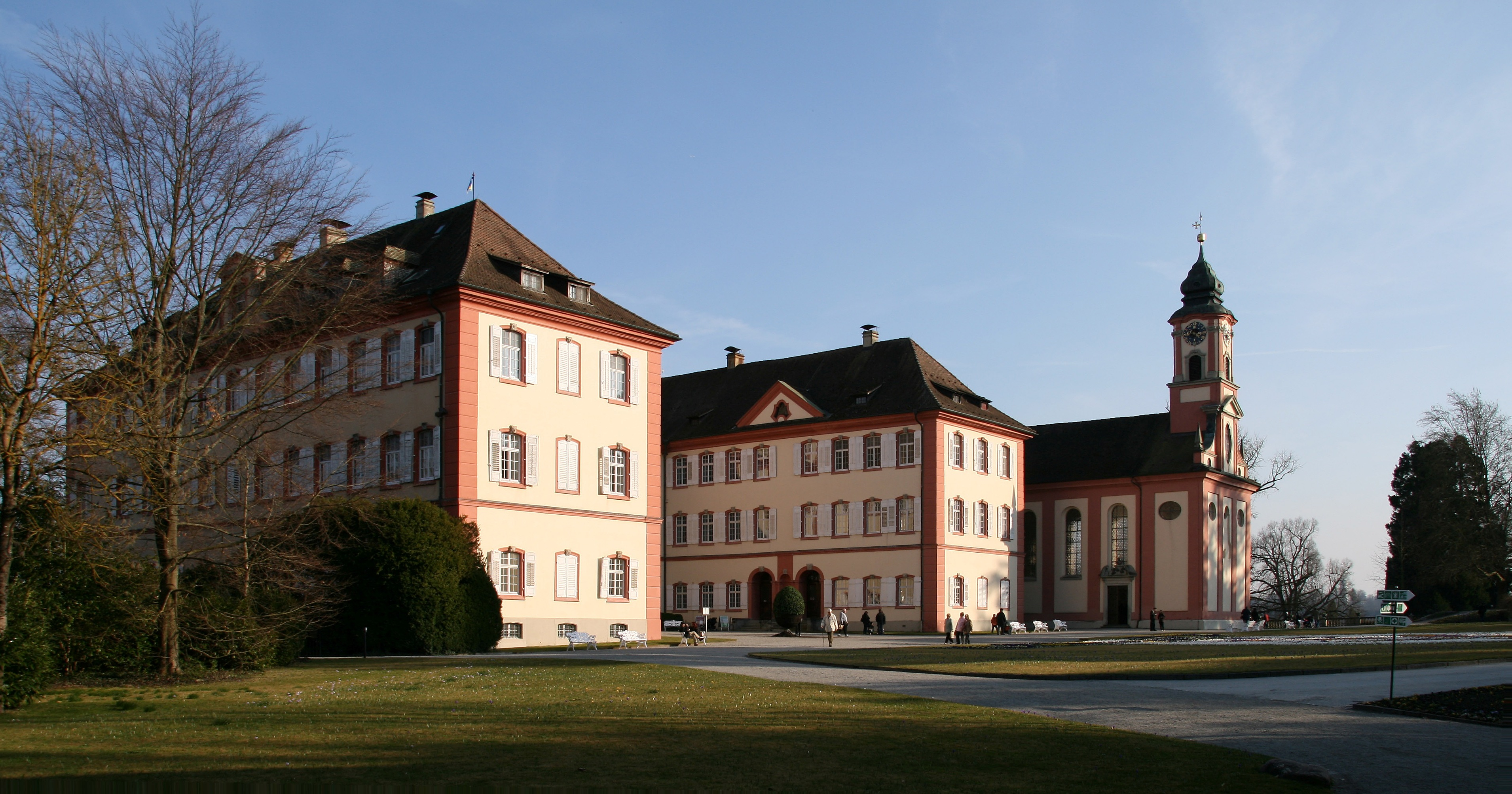
Барочный дворец Немецкого ордена
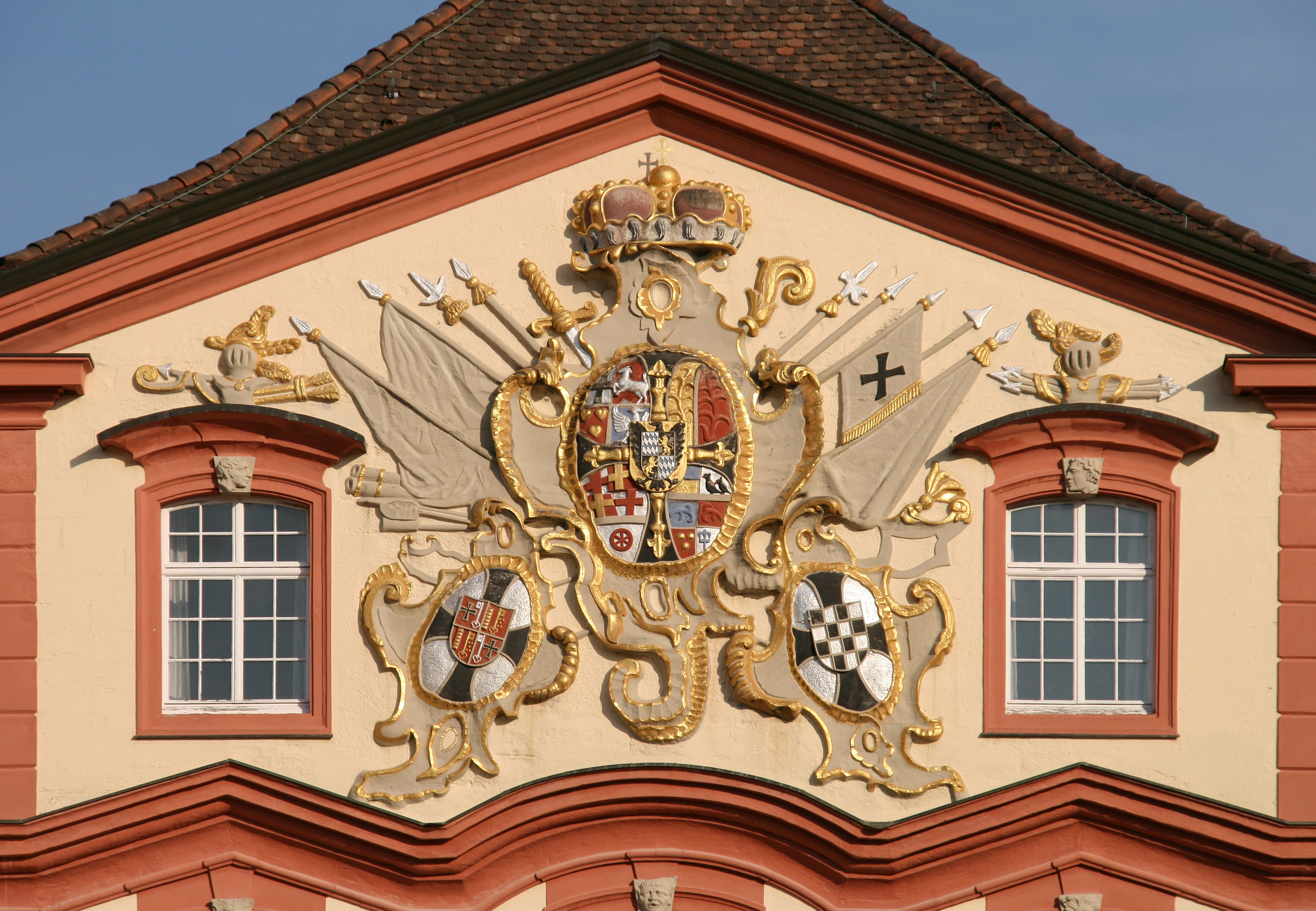
Герб на западном фасаде дворца
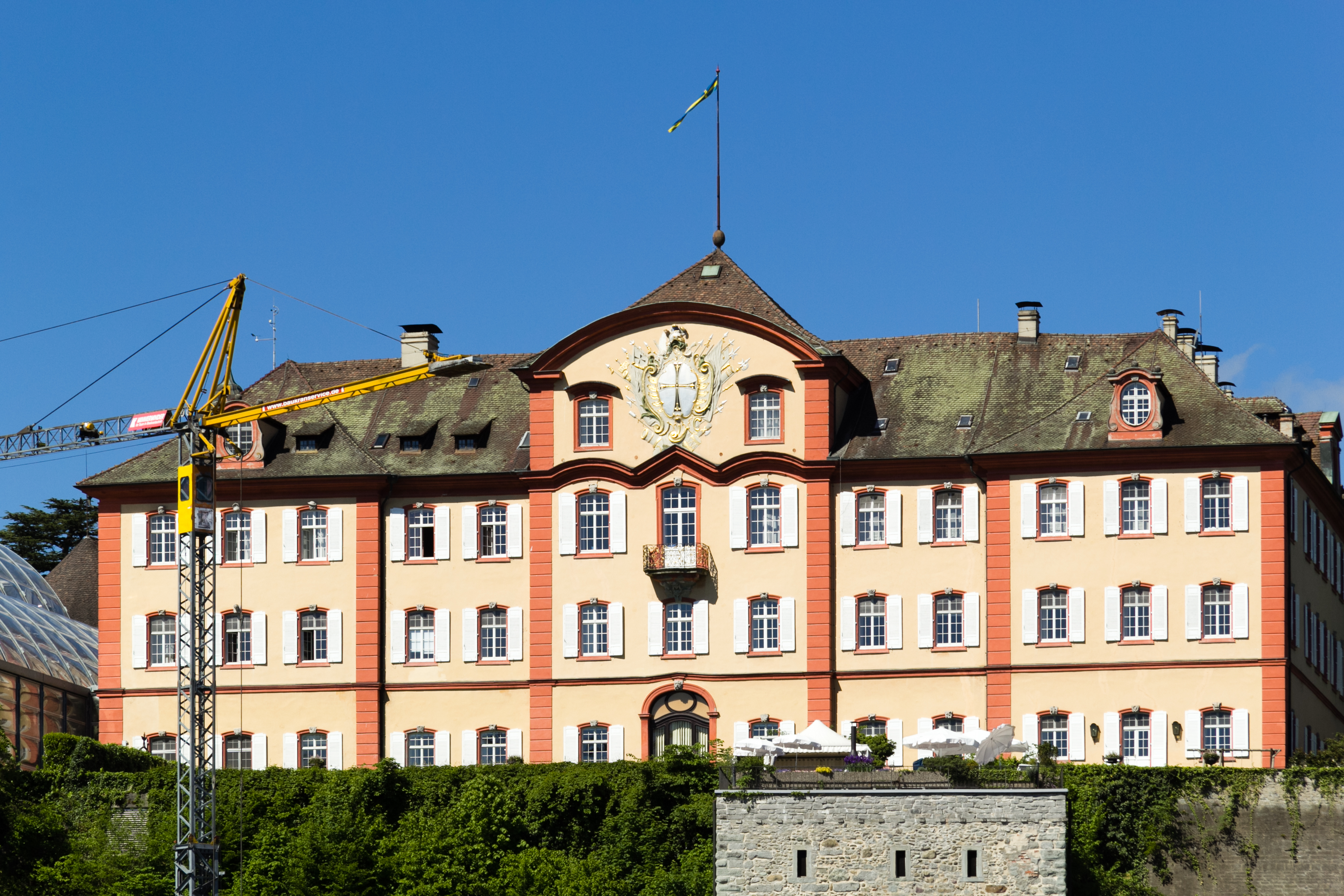
Вид на дворец со стороны Боденского озера
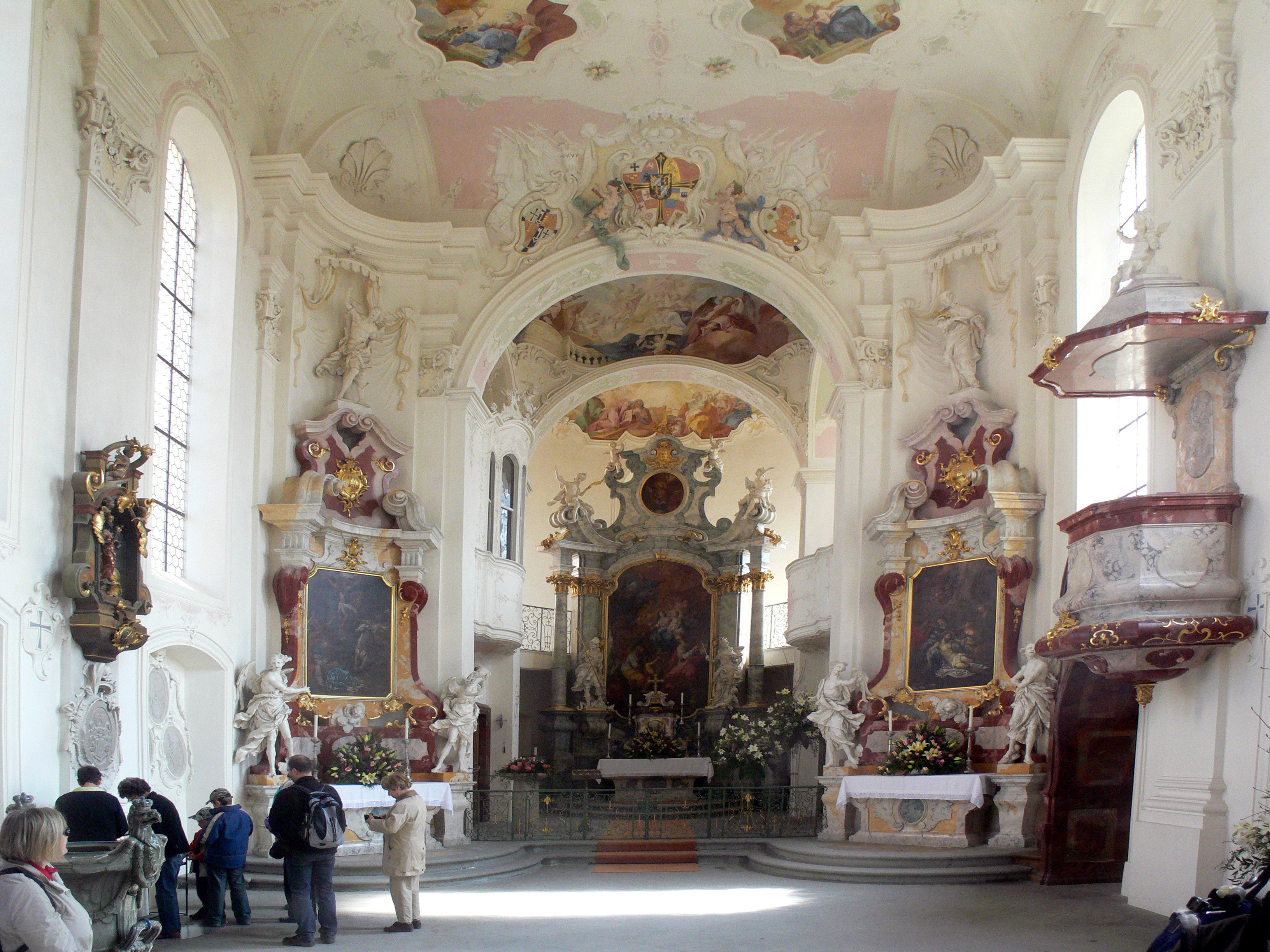
Интерьер дворцовой церкви
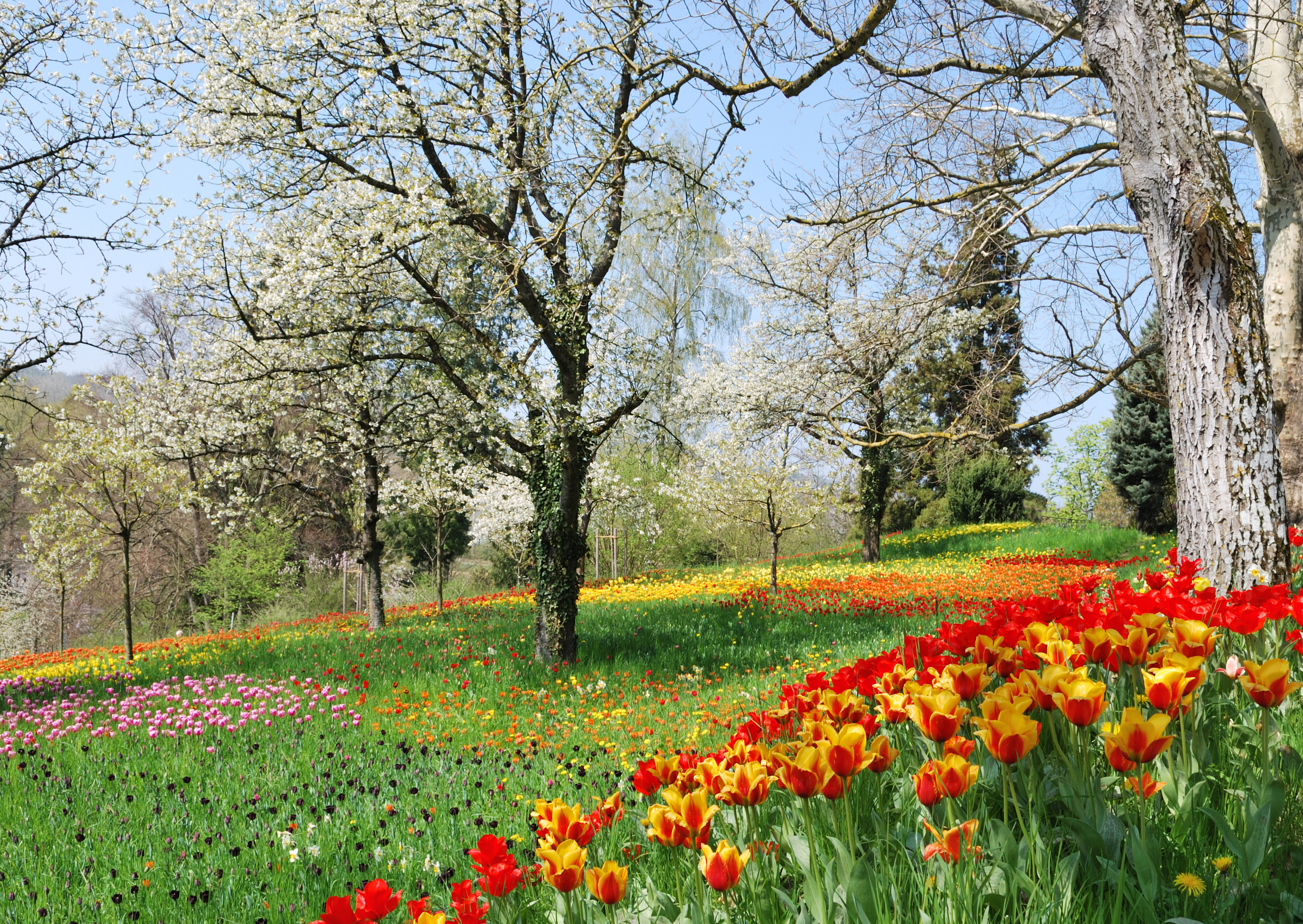
Весенние цветы на Майнау
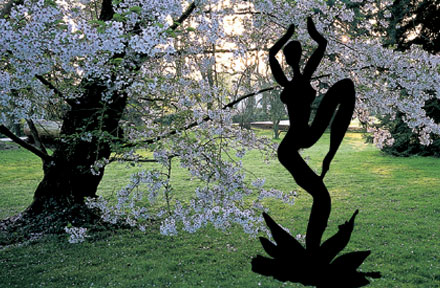
Скульптура Штефана Щесни
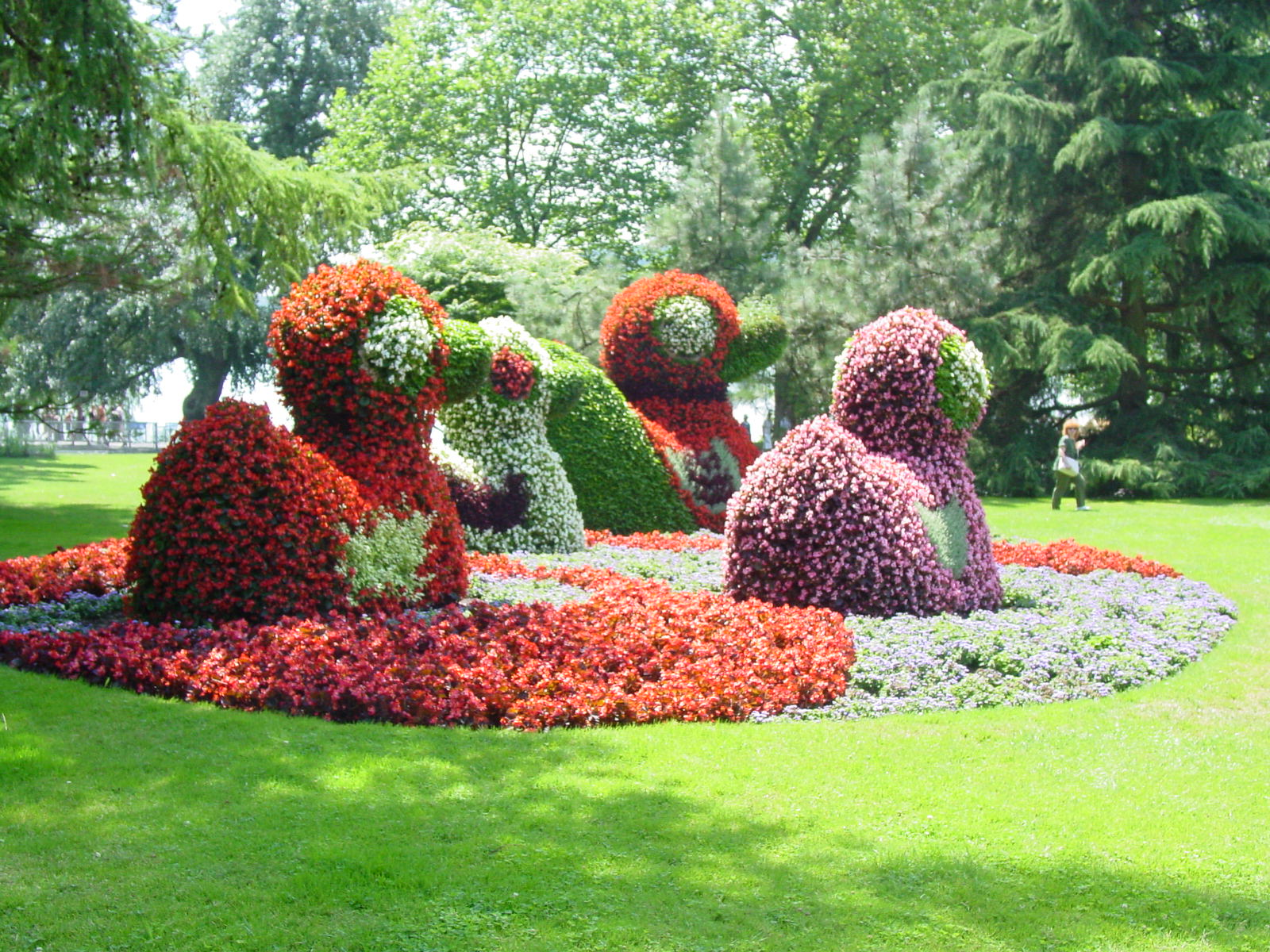
Цветочные скульптуры в парке
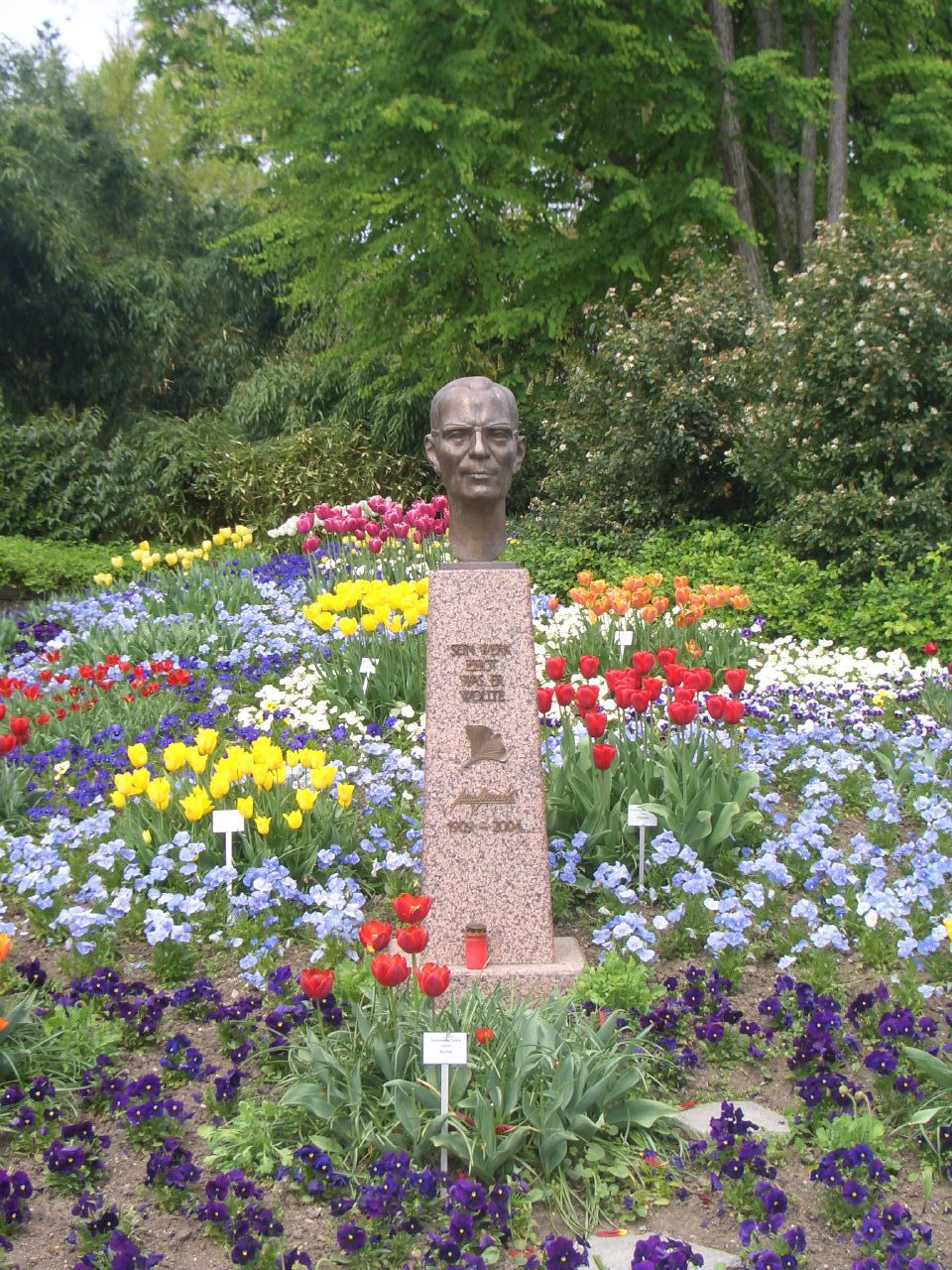
Памятник Леннарту Бернадоту
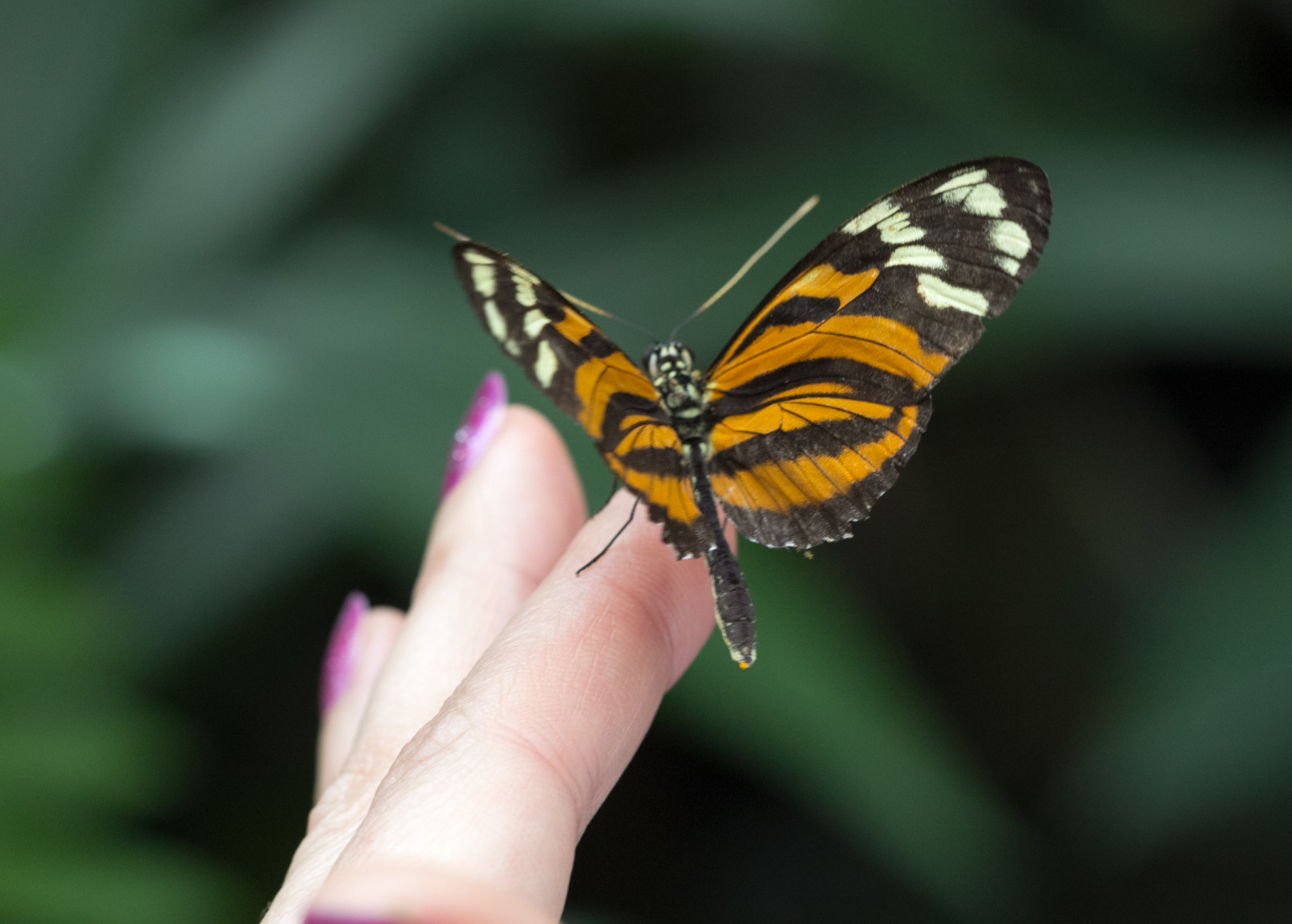
В Доме бабочек
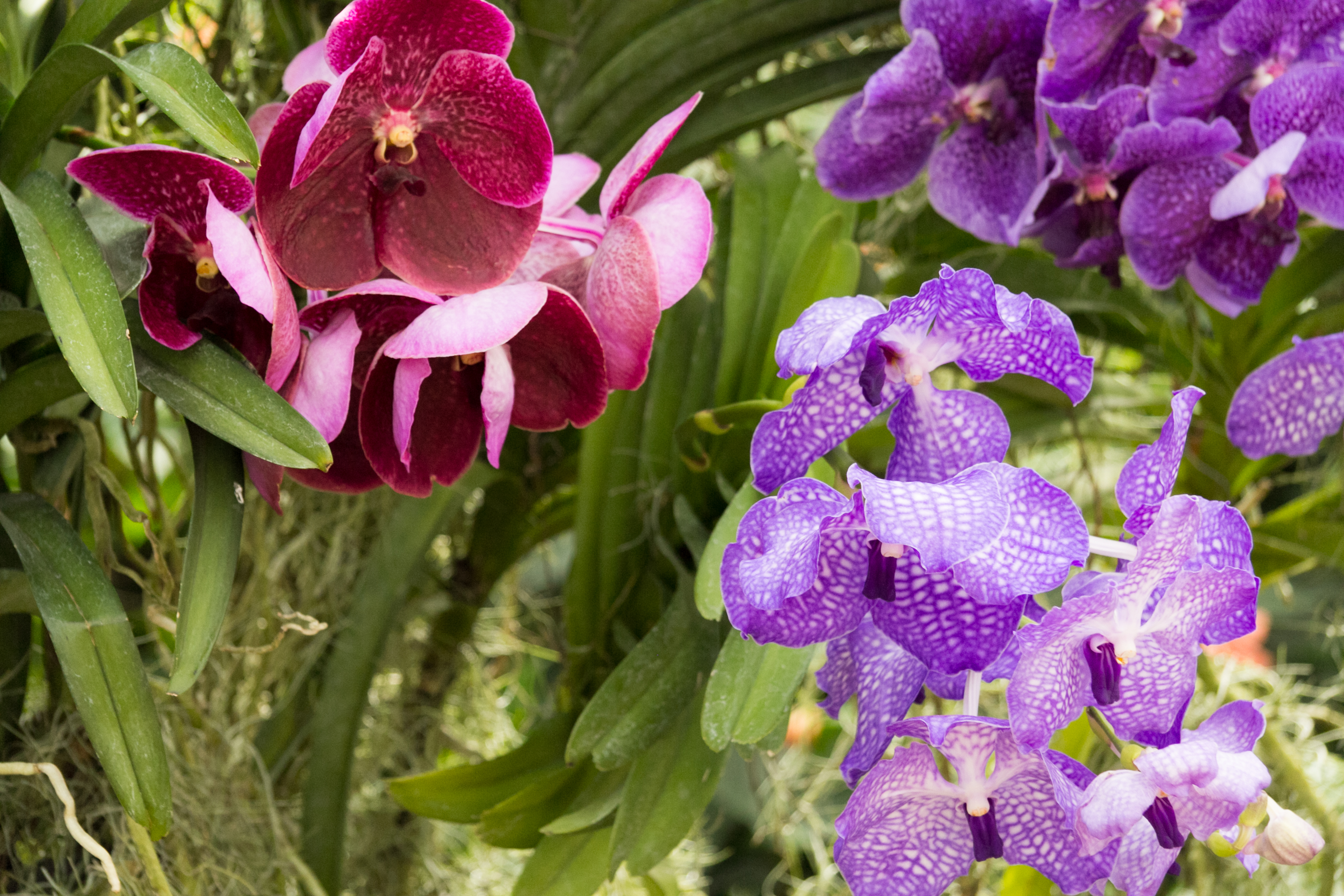
Орхидеи в Доме бабочек